# 服巻智子
服巻 智子（はらまき ともこ、1959年 - ）は、日本の発達支援コンサルタント、臨床発達心理士、特別支援教育の専門家。発達障害の臨床機関「Minds＆Hopes」所長。自閉スペクトラム症（ASD）や発達障害のある子どもとその家族に対する支援実践、教育者・保護者向けの指導・啓発活動、著作活動を行っている。

## 経歴
1959年生まれ。佐賀県吉野ヶ里町出身。佐賀県立神埼高等学校を卒業後、1983年に佐賀大学文化教育学部養護学校教員養成課程を卒業。福岡教育大学大学院障害児教育専攻科に進学するが中途退学。
大学在学中より、自閉症の子どもと家族を支援する地域ボランティア活動に関わる。卒業後は、知的障害者更生施設の生活指導員、小学校教諭、養護学校教員として勤務。
1992年から1993年にかけて、ノースカロライナ大学チャペルヒル校医学部精神科TEACCH部門に留学し、TEACCHプログラムについて学ぶ。帰国後は教職に復帰するが、2000年に教職を辞し、2000年から2002年にかけてイギリス・バーミンガム大学大学院自閉症学科に留学。2006年よりトニー・アトウッドに師事。

## 著書
- 自閉っ子、自立への道を探る
- 自閉っ子は必ず成長する
- 子どもが発達障害?と思ったら ペアレンティングの秘訣
- プロフェッショナル仕事の流儀　服巻智子　 自閉症支援　見えない心に、よりそって
- 自閉症スペクトラム青年期・成人期のサクセスガイド
- 見える会話　コミック会話等を活用した自閉症スペクトラムの人の会話支援
- 日本人のためのソーシャルストーリーズTM　解説＆日本の実践事例集1
- 自閉症のひとたちへの援助システム　-TEACCHを日本でいかすには-

翻訳・解説
- ESDMマニュアル本（日本語版）
- おうちでできるESDM～親のための手引書～
- TEACCHとは何か 自閉症スペクトラム障害の人へのトータル・アプローチ
- （TTAPマニュアル）自閉症スペクトラムの移行アセスメントプロフィール-TTAPの実際
- お母さんと先生が書くソーシャルストーリー
- ソーシャル・ストーリー・ブック　入門・文例集［改訂版］
- 発達障害といじめ―“いじめに立ち向かう”10の解決策
- 自分について　ソーシャルストーリー文例集1-
- 自分について2　-健康管理は自分でしよう！-
- 家族について-ソーシャルストーリー文例集2-
- 学校について-ソーシャルストーリー文例集3-
- 地域について-ソーシャルストーリー文例集4-
- 褒め方ガイド　－対人関係上達のコツ－
- ソーシャル・ストーリー・ブック: 書き方と文例
- いじめに立ち向かうワークブック―考え方とどうすべきかを学ぶ 小学校高学年・中学生以上用
- いじめに立ち向かうワークブック―考え方とどうすべきかを学ぶ 小学校低学年用
- 発達障害と大学進学 子どもたちの進学の夢をかなえる親のためのガイド
- アスペルガー症候群 思春期からの性と恋愛
- 当事者が語る異文化としてのアスペルガー―自閉症スペクトラム青年期・成人期のサクセスガイド2
- アスペルガー症候群と高機能自閉症: その基本的理解のために

監訳
- DVD自閉症 第1巻 早期発見と療育
- DVD自閉症 第2巻 診断は支援の入り口
- DVD自閉症 第3巻 幼児療育の現場から

## メディア出演
- プロフェッショナル仕事の流儀（2007年10月30日放送）[4]